# Tellermine 29
Tellermine 29 – niemiecka mina przeciwpancerna z okresu II wojny światowej, produkowana od 1929.
Korpus miny wykonany był ze stali, wypełniona była trotylem. Mina miała trzy zapalniki naciskowe umieszczone na jej górnej powierzchni wyzwalana naciskiem pomiędzy 45 a 125 kg.